# Мітавська операція
Мітавська операція (нім. Schlachten an der Aa, латис. Ziemassvētku kaujas) (5—11 січня 1917) — наступальна операція російської армії на північному фланзі німецько-російського фронту часів Першої світової війни. Наступ російських військ на напрямку міста Мітава, де в обороні перебувала 8-ма німецька армія, здійснювався силами 12-ї армії Північного фронту генерала Р. Д. Радко-Дмитрієва. Задум операції щодо прориву німецької оборони на 30-км ділянці Тірельські болота (латис. Tīreļpurvs) — Олай та опанування Мітавою і важливою залізничною лінією Мітава-Крейцбург, не вдався. Російські війська не виконали замислене й після декількох днів боїв, втративши понад 23 тис. своїх військових, перейшли до оборони.

## Історія

### Передумови

Латиські стрільці на вогневих позиціях в окопі під Мітавою. 1917

У жовтні 1915 року наступ кайзерівської армії на Ригу зупинився на підступах до великого латиського міста. Майже відразу німецькі війська почали укріплювати свої позиції. По всій лінії фронту з підручного матеріалу німці побудували величезні, 30 км укріплені позиції, так звану «Німецьку стіну», яка простягалася на Тірельських болотах і розділяла обидві армії більше року. Німецьке командування не гаяло час і постійно вдосконалювало свої оборонні рубежі, посилюючи їх мінними полями, кулеметними гніздами, бункерами та обладнуючи у фортифікаційному відношенні позиції переднього краю. Для доставки боєприпасів на передові позиції була побудована спеціальна залізнична колія.

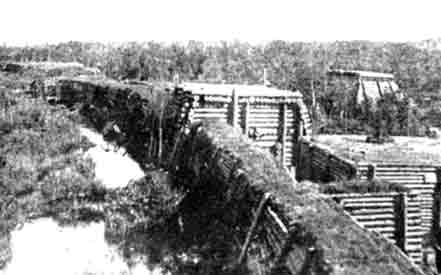
Німецькі оборонні позиції на Тірельських болотах. 1917

Російське командування спланувало наступ на позиції 8-ї німецької армії генерала Фрідріха фон Шольца на 30-км фронті ділянки між Тірельськими болотами (латис. Tīreļpurvs) та містечком Олай. Метою операції визначалося прорив німецької оборони, вихід до річок Курляндська Аа, Екау та оволодіння Мітавою і залізничною лінією Мітава — Крейцбург. Для виконання завдання наступальної операції виділялася 12-та армія генерала Р. Д. Радко-Дмитрієва Північного фронту, яка утворювала оперативну побудову військ, сформувавши три оперативні групи. Бабітська група (6-й Сибірський армійський корпус і Латиська стрілецька дивізія) — головне ударне угруповання — була дислокована на південь від Бабітського озера, Одінзька (6-та особлива бригада 43-го армійського корпусу) — на лівому березі Курляндської Аа, Олайська гурпа (2-й Сибірський армійський корпус) — на околицях селища Олай.

### Битва
У ніч на 23 грудня 1916 року (5 січня 1917 року) раптово, без артилерійської підготовки, російські війська атакували німецькі позиції. У перші ж години на напрямку головного удару, де наступала Бабітська оперативна рупа, позначився успіх. Її частини прорвали фронт противника у трьох місцях і до кінця доби зайняли район Скудра, Граббе, Скангель. Особливо вдало діяли латиські частини. Атаки частин Одінзької та Олайської груп виявилися безуспішними. Зустрінуті сильним вогнем противника, вони змушені були відійти у вихідне положення. На іншому ділянках фронту 12-ї армії, у смугах оборони 43-го і 21-го корпусів, точилися бої місцевого значення.
Однак, тактичний прорив, здобутий Бабітською групою, не був розвинений в оперативний. Елемент раптовості був загублений. Подальші бойові дії вилилися в затяжну і кровопролитну боротьбу за оволодіння окремими пунктами. 29 грудня 1916 р (11 січня 1917 г.) за наказом Радко-Дмитрієва наступ було припинено. Війська отримали наказ «міцно утвердитися на зайнятих нових позиціях».

### Наслідки
Наступ російської армії на Мітаву виявився повною несподіванкою для німецького керівництва. На цій ділянці резервів не було, і відчуваючи загрозу в разі подальших активних дій противника, німці могли втратити ініціативу на цьому напрямку фронту та відступити з вигідних рубежів поблизу Риги. Але цього не було зроблено, росіяни, в яких до того ж почалися революційні бродіння серед бойових частин, не продовжили наступ. Здобувши незначного поліпшення своїх позицій, вони перейшли до оборони. Ціною такого незначного успіху стала втрата до 23 тис. осіб вбитими, пораненими і полоненими.